# Give It 2 U
Give It 2 U è un brano musicale dell'artista statunitense Robin Thicke cantato con la collaborazione del rapper statunitense Kendrick Lamar. Il brano è stato lanciato come singolo promozionale il 2 luglio 2013 prima di essere estratto come secondo singolo dall'album Blurred Lines il 27 agosto 2013. Il brano è stato prodotto da Dr. Luke e Cirkut e scritto dallo stesso Robin Thicke insieme a will.i.am, Kendrick Lamar, Dr. Luke e Cirkut.
Il brano si era affacciato in rete proponendo una parte del rapper americano 2 Chainz dopo che Robin Thicke aveva approvato la presentazione del brano nel programma radio di Shade 45, Sway In The Morning.
Robin Thicke ha promosso il singolo insieme ai rapper in coincidenza con gli MTV Video Music Awards 2013 cantandolo insieme al successo Blurred Lines.